# Wagener (Caroline du Sud)
Pour les articles homonymes, voir Wagener.

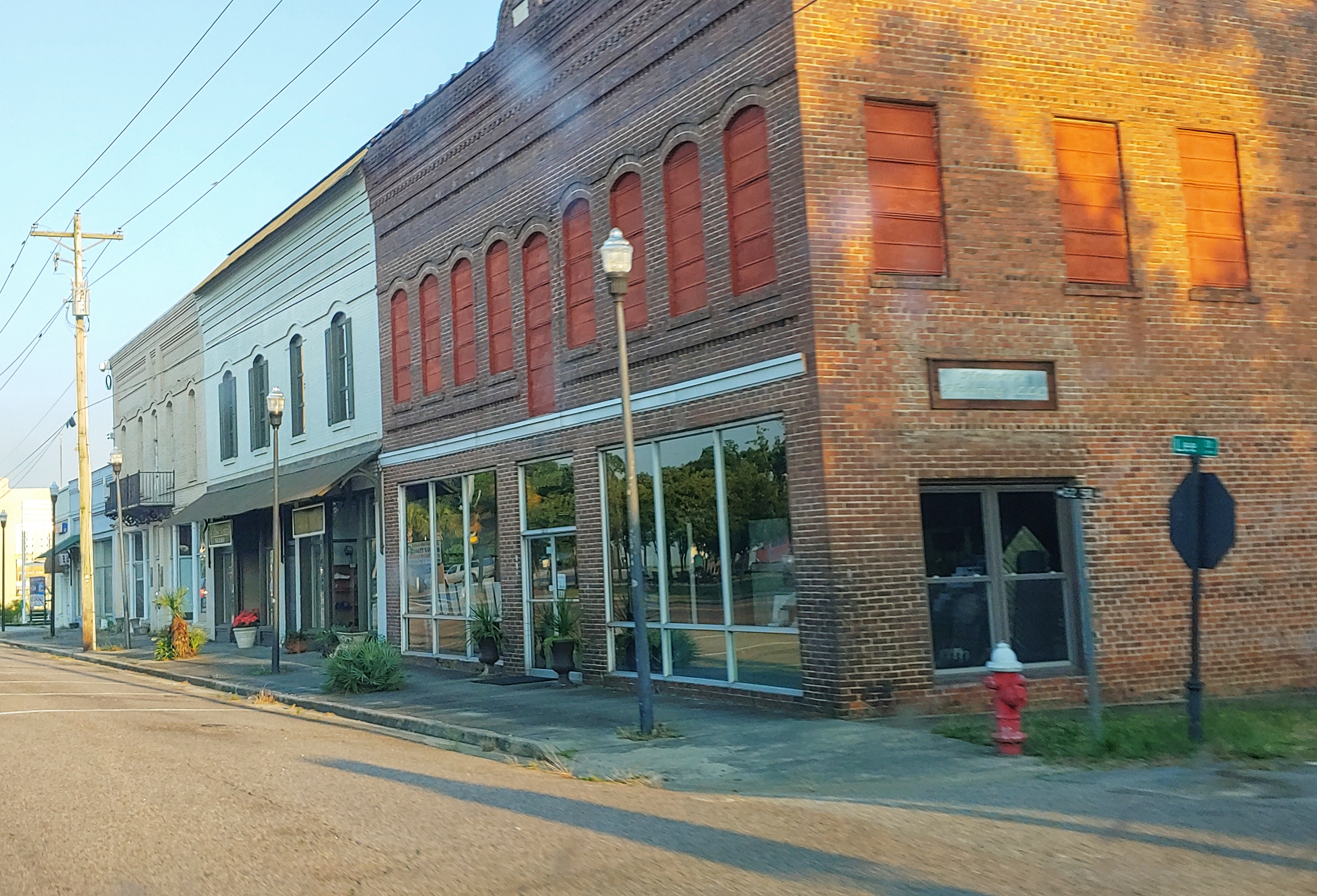
Wagener

Wagener est une ville du comté d'Aiken, en Caroline du Sud, États-Unis. La population est estimée à 797 habitants d'après le recensement des États-Unis de 2010.
D'après le bureau du recensement des États-Unis, la ville couvre une superficie de 3,1 km2, dont 0,02 km2 d'eau (0,6 % du total).

## Démographie
| 1900 | 1910 | 1920 | 1930 | 1940 | 1950 |
| ---- | ---- | ---- | ---- | ---- | ---- |
| 192  | 362  | 597  | 546  | 588  | 584  |

| 1960 | 1970 | 1980 | 1990 | 2000 | 2010 |
| ---- | ---- | ---- | ---- | ---- | ---- |
| 614  | 723  | 903  | 731  | 863  | 797  |